# Hysteropatella elliptica
Hysteropatella elliptica är en svampart som beskrevs av Fr. Hysteropatella elliptica ingår i släktet Hysteropatella och familjen Hysteriaceae.  Arten är reproducerande i Sverige. Inga underarter finns listade i Catalogue of Life.